# Adonai

Der Gottesname JHWH mit Vokalzeichen, die die Lesung ădonāy andeuten

Adonai (hebr. אֲדֹנָי ădonāy „mein(e) Herr(en)“), in aschkenasischer Aussprache Adaunoi, Adoinoi, Adonoi, ist eine der Umschreibungen für JHWH, Gottes Eigennamen im Tanach.

## Adon und Adonai (Ketib)
Die Grundform des Wortes ist אדון adon („Herr“). Sie ist sowohl im nordwestkanaanäischen Dialekt Phönizisch als auch im südkanaanäischen Dialekt Hebräisch überliefert und kann in der Hebräischen Bibel sowohl Menschen (z. B. Gen 45,8 ) als auch den Gott Israels bezeichnen (z. B. Ex 34,23 ). In gleicher Bedeutung wird auch die Pluralform gebraucht (z. B. Gen 42,33  für einen Menschen, Dtn 10,17  für den Gott Israels).
Geschriebenes אדני (Ketib) mit der Vokalisation אֲדֹנָי ădonāy (mehr als 400 Vorkommen im Tanach) bezeichnet im Tanach immer den Gott Israels (z. B. Gen 15,2 ; Gen 18,27 ) und begegnet meist, aber nicht nur, in Anredesituationen. Es ist durch den letzten Vokal von der Form אֲדֹנַי ădonăy, „meine Herren“ (Gen 19,2 ) unterschieden.

## Adonai (Qere)
In der Lesung biblischer Texte hat sich Adonai darüber hinaus schon früh als regelmäßige Ersatzlesung (Qere) für den Gottesnamen JHWH etabliert, um den Namen nicht versehentlich zu missbrauchen (vgl. Ex 20,7 ). Die Masoreten haben deshalb dem Tetragramm, also den Konsonanten des geschriebenen, aber nicht auszusprechenden Gottesnamens (JHWH als Ketib) die Vokale des an dessen Stelle zu lesenden, aber nicht geschriebenen Wortes Adonai beigefügt (Qere), meist in abgekürzter Form (Schwa simplex statt Schwa compositum beim ersten Buchstaben, Nichtbezeichnung des o). Das betrifft die weitaus meisten, mehr als 6500 Vorkommen des Tetragramms (JHWH) im Tanach. Die einzigen Ausnahmen sind die etwas mehr als 300 Fälle, in denen unmittelbar vor oder nach dem Tetragramm Adonai geschrieben und gelesen wird (also אדני יהוה, z. B. Gen 15,2  oder יהוה אדני, z. B. Hab 3,19 ). Hier gibt es eine andere Ersatzlesung: Um nicht Adonai adonai zu lesen, so als wäre zweimal das gleiche Wort geschrieben, soll hier an Stelle des Tetragramms אֱלֹהִים elohim („Gott“) gelesen werden (Qere), was wiederum durch die Vokalzeichen angedeutet wird (יְהוִה, mit Chiriq unter dem Waw, für den Vokal i in der letzten Silbe von elohim).

## Adonai im jüdischen Gebet
Da Juden den göttlichen Eigennamen „JHWH“ aus Ehrfurcht vor dessen Heiligkeit nicht aussprechen, folgen sie diesen Lesetraditionen in der Tora-Lesung und verwenden auch im Gebet Adonai an Stelle des Gottesnamens. Da Adonai durch die Verwendung für den Gottesnamen im Gottesdienst nun selbst als heiliger Name empfunden wird, hat sich im Gebrauch außerhalb des Gottesdienstes durchgesetzt, den Gottesnamen durch HaSchem („der Name“) wiederzugeben. Manche gottesfürchtige Juden ersetzen Adonai im alltäglichen Gespräch durch Adoschem, eine Kombination aus Adonai und HaSchem. Dieser Ausdruck wird jedoch auch kritisiert, denn er sei bedeutungslos und damit respektlos.